# مارتن ديسغاردين (لاعب هوكي الجليد)
مارتن ديسغاردين هو لاعب هوكي الجليد كندي، ولد في 28 يناير 1967.

## وصلات خارجية
- مارتن ديسغاردين على موقع دوري الهوكي الوطني (الإنجليزية)
- مارتن ديسغاردين على موقع EliteProspects.com (الإنجليزية)
- مارتن ديسغاردين على موقع HockeyDB.com (الإنجليزية)
- مارتن ديسغاردين على موقع Hockey-Reference.com (الإنجليزية)